# Takuya Mihashi
Takuya Mihashi (三橋 拓也 Mihashi Takuya?), född 6 mars 1992 i Osaka prefektur, är en japansk fotbollsspelare.
Mihashi började sin karriär 2015 i Fujieda MYFC. Han spelade 32 ligamatcher för klubben. Han avslutade karriären 2016.